# Ален Фурние
Ален Фурние е псевдонимът на Анри-Албан Фурние (на френски: Henri-Alban Fournier) е френски писател. Той става известен със своя единствен роман „Големият Мон“ (Le Grand Meaulnes), публикуван през 1913 г.
През месец август 1914 година, докато пише втория си (недовършен) роман, Ален Фурние отива на фронта и месец по-късно е убит.